# Feszültséggenerátor

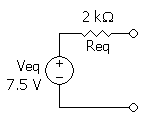
Feszültséggenerátor helyettesítő rajza

A feszültséggenerátor ideális feszültségforrás, a villamos áramforrások egy speciális változata, amely állandó potenciál-különbséget hoz létre a hálózat két pontja között, azaz feszültséget kényszerít az áramkör két kapcsára.

## Jellemzői
- feszültsége időben állandó, vagy csak időbeni függvénytől függ, a terheléstől független
- forrásellenállása nulla

A gyakorlatban feszültséggenerátornak tekintjük a használt áramforrásokat abban a működési áramtartományban, amelyre készültek. 
Amennyiben ez nem igaz az áramforrásra, azt jelezzük külön annak megnevezésében, például áramgenerátor.
A valós áramforrásokat felfoghatjuk egy ideális feszültséggenerátor, és egy ellenállás soros kapcsolásának.
Az ideális feszültséggenerátor belső ellenállása egyenlő nulla. Ekkor a kapocsfeszültsége megegyezik a generátor feszültségével.

## Fordítás
- Ez a szócikk részben vagy egészben  a   Thévenin's theorem című angol Wikipédia-szócikk ezen változatának fordításán alapul.  Az eredeti cikk szerkesztőit annak laptörténete sorolja fel. Ez a jelzés csupán a megfogalmazás eredetét és a szerzői jogokat jelzi, nem szolgál a cikkben szereplő információk forrásmegjelöléseként.